# Manikuppe, Gubbi
Manikuppe là một làng thuộc tehsil Gubbi, huyện Tumkur, bang Karnataka, Ấn Độ.